# José Manuel Imbamba
José Manuel Imbamba (7. januar 1965) har siden 12. april 2011 været det kirkelige overhoved for Den Katolske Kirke i Saurimo i det romersk-katolske ærkestift i Saurimo, Angola.
Imbamba blev præsteindvidet i 1991 og blev biskop i 2008.;

## Fodnoter
1. ↑  Bispo de Saurimo alerta a juventude Arkiveret 24. september 2015 hos  Wayback Machine (portugisisk)
2. ↑  Homilia Dom José Manuel Imbamba, Arcebispo de Saurimo e Porta voz da CEAST, missa dos 59 anos da Ecclesia Arkiveret 24. september 2015 hos  Wayback Machine (portugisisk)
3. ↑  As famílias deixaram de ser escolas de virtudes sociais (portugisisk)